# Plurilinguisme
Ne doit pas être confondu avec Code-switching.
Le plurilinguisme est la capacité d'une personne qui parle plus d'une langue de changer entre plusieurs de celles-ci selon la situation pour faciliter la communication. Le plurilinguisme diffère du code-switching dans le sens que ce terme est utilisé pour référer à un individu qui utilise plusieurs langues, alors que le code-switching est le fait d'user de ces langues, mais toutes en même temps. Les plurilingues  pratiquent une multitude de langues et sont capables des changer entre elles quand nécessaire et sans trop de difficulté. Même si le plurilinguisme dérive du multilinguisme (aussi référé sous bilinguisme), il y a une différence entre les deux. Le multilinguisme est lié à des situations où plusieurs langues coexistent dans la société, mais sont utilisées séparément. Essentiellement, le multilinguisme est la connaissance de différents langages, et le plurilinguisme, la connaissance interconnectée de ces langues. En général, les plurilingues ont eu un ou des contact(s) avec des langues qui ne leur étaient pas maternelles au travers d'institution éducationnelle, par contre, le système d'éducation joue un rôle mineur dans la compétence linguistique de ces personnes. Apprendre une seconde langue a possiblement une corrélation par rapport aux stimuli que le plurilinguisme apporte à une personne.

## Définition et utilisation
Le plurilinguisme était tout d'abord l'équivalent du multilinguisme lorsqu'on faisait référence aux communautés plurilingues, où plusieurs langues étaient utilisées et parlées dans ces communautés. Par contre, une distinction du plurilinguisme était nécessaire afin de différencier l'individu de la société. Le plurilinguisme était utilisé dans le but de se concentrer sur la personne comme agent dans l'interactions des langues, puisque le multilinguisme était le contact sociétal des langages.
Le terme plurilinguisme ne signifie pas nécessairement qu'une personne est fluide en plusieurs langues: il signifie qu'une personne peut interchanger dans plus d'une langue avec un de ses pairs lorsque la situation le demande. Une personne est considérée compétente en plurilinguisme quand celle-ci peut converser dans une langues tout en comprenant une autre; et peut changer entre ces langues quand le contexte est approprié et/ou nécessaire. Selon le Conseil de l’Europe, le terme plurilinguisme peut aussi être utilisé comme outil de navigation entre les conflits de ceux n'ayant aucun langage en commun. Les chercheurs ont poussé leurs recherches au point de pouvoir dire qu'être capable de comprendre divers dialectes et/ou langages régionaux ouvre les portes au plurilinguisme. Ceux qui sont plurilingues ont tendance à avoir une meilleure sensibilité et créativité de communication, et une conscience métalinguistique. La connaissance de plusieurs langages, ainsi que la compréhension des différentes cultures, permet une amélioration des habiletés communicatives. L'avantage du plurilinguisme semble avoir plus d'importance, plus un individu apprend de langues.

## Apprenants d'une langue seconde
Historiquement, lors de l'apprentissage d'un second langage, il est plus commun de garder une limite entre la première et la deuxième langue. Cette limite étant de ne pas parler le premier langage durant l'apprentissage du second, ainsi qu'éviter toute référence aux éléments du premier langage. En n'utilisant pas de référence de la première langue, les instructeurs tentent de pousser les élèves à développer un contrôle similaire sur la langue, comme ceux qui ont cette langue comme langue maternelle. Cette séparation, aussi référée comme limite rigide, contraste avec la limite douce qui est utilisée avec l'approche plurilingue. Un curriculum intégré, qui fait usage de limites douces, se distingue des différents langages qui sont enseignés et met en évidence les similitudes et différences entre les deux.

## Éducation plurilingue
Le système d'éducation plurilingue a eu une hausse en Europe, premièrement introduit en 1996 dans le système de l'éducation, ainsi que l'idée du pluriculturalisme. Le Conseil de l'Europe pense qu'il est impératif que les élèves apprennent à être plurilingues dès leur jeune âge pour qu'ils soient non seulement compétitifs dans un monde qui se globalise, mais aussi qu'il puissent être capables de s'intégrer dans d'autres sociétés lorsque nécessaire. Les principes de l'éducation plurilingue sont d'accepter la diversité culturelle. le droit d'utiliser la langue natale d'autrui à des fins de communication, le droit d'accumuler de l'expérience et connaissance d'une autre langue et l'acceptation que le langage est le fondement du dialogue humain. « Une des choses que l'éducation plurilingue promeut est la conscience du pourquoi et comment un individu apprend la langue qu'il a choisie. Ce qui est une forme de respect pour le plurilinguisme d'autrui, la valeur des langages et les variétés qui ne respectent pas leur façon d'être perçus dans la société, et la l'approche globale intégrée de l'éducation du langage dans le curriculum ».
L'éducation plurilingue s'est développée dans l'Union européenne par les communautés multiculturelles et multilingues dans son ensemble. D'ailleurs, d'autres pays multilingues ont commencé à utiliser ce système d'éducation. Certaines communautés au Canada ont mise ent place l'éducation plurilingue en raison de la hausse de la société multilingue. Le système d'éducation canadienne fait usage du Cadre européen commun de référence pour les langues en tant que base pour son éducation plurilingue. Les pays d'Asie étant plus multilingues que d'autres considèrent à leur tour l'éducation plurilingue. Malgré le fait que les pays d'Asie situés plus au sud ont plusieurs langues natales, les sphères économiques et sociétales sont basées sur un autre langage. L'éducation plurilingue bénéficie les individus qui proviennent de ces pays en acquérant des compétences fonctionnelles dans une multitude de langages pour des situations sociales plus spécifiques et des compétences pluriculturelles.

## Plurilinguisme et compétence pluriculturelle
La compétence pluriculturelle est une des conséquences du plurilinguisme. Cette compétence, brièvement, est la compréhension de plusieurs cultures. Plutôt qu'apprendre et en savoir sur une seconde langue et/ou culture, elle transforme la connaissance actuelle dans son entièreté. Le langage et la culture sont interconnectés et par l'apprentissage d'un langage, la compréhension de sa culture est aussi acquise. Par contre, les compétences plurilingues et pluriculturelles ne se distinguent pas de la compréhension d'une langue et d'une culture. Le plurilinguisme étant la base, une compréhension hybride de plusieurs langages afin d'agrandir ses horizons, la compétence pluriculturelle est la même. La capacité de comprendre et utiliser une culture dans différentes situations est une compétence très importante pour les personnes dans les sociétés multilingues. Selon les facteurs sociaux qui impactent un plurilingue à un moment donnée, ses compétences pluriculturelles peuvent être altérées pour mieux s'adapter. Être plurilingue et avoir des habiletés pluriculturelles permettent à un individu de choisir les expressions qui décrivent le mieux une situation, ce qui ne serait pas possible sans avoir un contexte des deux langues et cultures.